# Francesco Botticini

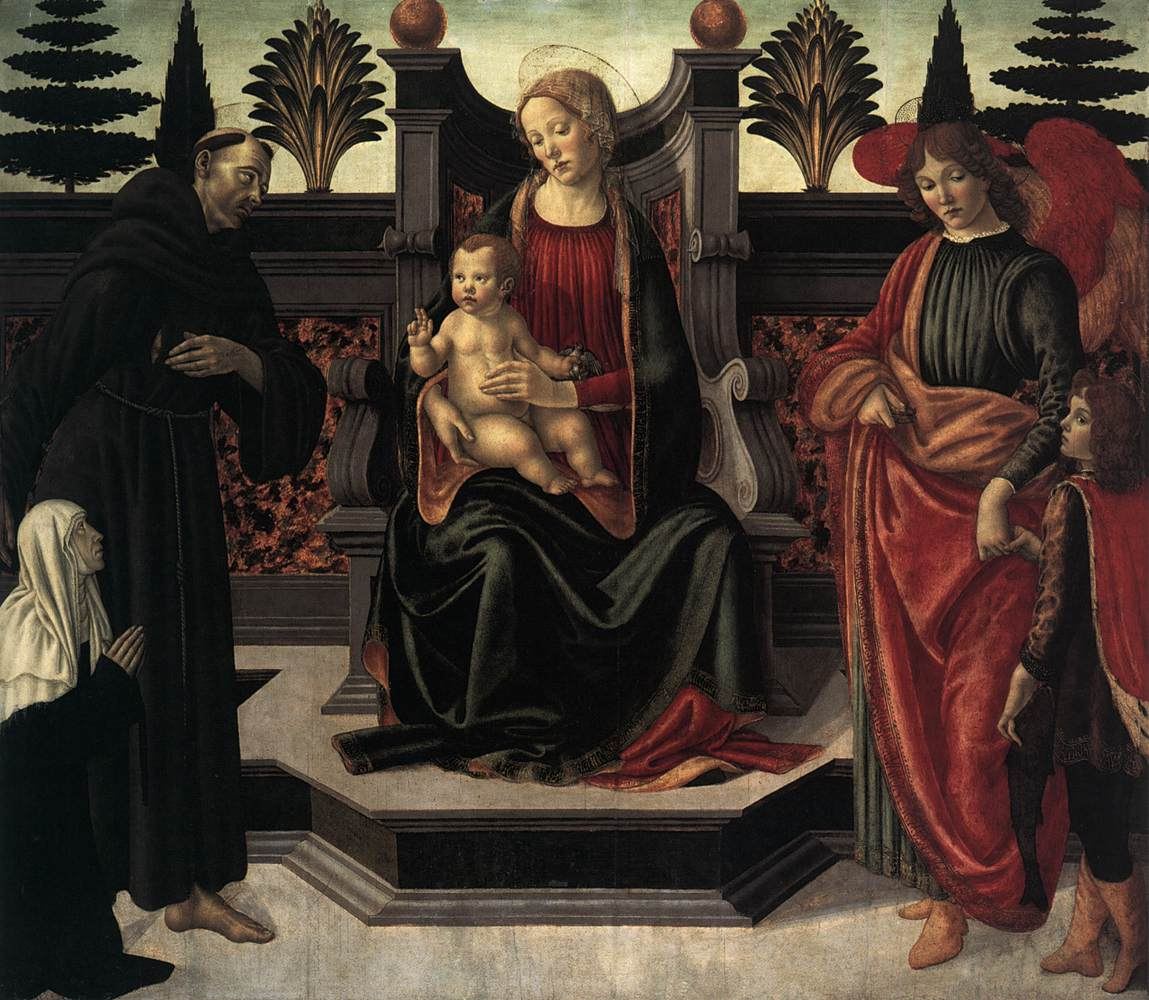
Francesco Botticini, Tronująca Madonna z Dzieciątkiem i świętymi, ok. 1495 r.

Francesco Botticini (ur. w 1446 roku, zm. w 1498 lub 1497 roku) – włoski malarz tworzący w okresie wczesnego renesansu, aktywny głównie we Florencji.
Uczeń Cosimo Rosseliego i Andrei del Verrocchia. Po krótkim okresie współpracy artystycznej z Neri di Biccim założył we Florencji własną pracownię. Szybki rozwój jego talentu został przyćmiony przez Filippino Lippiego i Sandro Botticellego. Pomimo tego, można zauważyć silny wpływ jego prac na późniejsze dzieła tych malarzy.

## Znane dzieła
- Trzej Archaniołowie z Tobiaszem (1470), obraz ołtarzowy namalowany dla florenckiej bazyliki Santo Spirito, obecnie znajduje się w zbiorach Galerii degli Uffizzi.
- Święty Augustyn (1471), Galleria della Academia, Florencja.
- Święty Sebastian, Gemaldegalerie, Berlin.
- Wniebowzięcie NMP (ok. 1476), National Gallery w Londynie.